# Марк Эмилий Павел (консул 255 года до н. э.)
Марк Эмилий Павел (лат. Marcus Aemilius Paullus; III век до н. э.) — римский политический деятель и военачальник из патрицианского рода Эмилиев, консул 255 года до н. э. Участник Первой Пунической войны.

## Биография
Марк Эмилий принадлежал к знатному патрицианскому роду Эмилиев, который античные авторы относили к самым старым семействам Рима. Его генеалогию возводили либо к Пифагору, либо к царю Нуме Помпилию. Когномен Павел (Paullus) означает «невысокий». Согласно Капитолийским фастам, у отца и деда Марка Эмилия были преномены Марк и Луций соответственно.
Первые сообщения источников о Марке Эмилии Павле относятся к 255 году до н. э., когда он был консулом. В это время шла война с Карфагеном. Армия одного из консулов предыдущего года была разгромлена в Африке, и Павел вместе со своим коллегой, плебеем Сервием Фульвием Петином Нобилиором, возглавил флот из 300 или 350 кораблей, направившийся к африканскому побережью, чтобы эвакуировать остатки этой армии. В пути у Гермесова мыса римляне столкнулись с вражеским флотом, либо равным по численности, либо насчитывавшим всего двести кораблей. В сражении римский флот одержал лёгкую победу, потопив сто четыре карфагенских корабля и захватив 30 с экипажами. Число погибших и взятых в плен карфагенян в источниках варьируется от 15 тысяч до 35 тысяч. Захваченную огромную добычу Марк Эмилий разделил между всеми своими солдатами.
После этой победы консулы забрали из Аспида остатки африканской армии и направились обратно в Италию. Это решение в историографии называют ошибкой: консулы упустили возможность для новой высадки в Африке, возникшую благодаря победе на море и восстанию нумидийцев против Карфагена. Вероятно, Павел и Нобилиор были слишком впечатлены прошлогодним разгромом. На обратном пути, у сицилийского побережья большая часть их флота была уничтожена штормом. По-разному оценивая размеры римского флота (у Орозия 300, у Полибия 364, у Евтропия — 464), все источники пишут, что уцелело всего 80 кораблей. Согласно Полибию, причиной катастрофы стало желание консулов проплыть вдоль южного побережья Сицилии в неблагоприятное время года для того, чтобы занять некоторые местные города, устрашённые недавней победой римского флота.
Тем не менее в январе 254 года до н. э. Марк Эмилий отпраздновал триумф. В честь его победы на Капитолии была воздвигнута украшенная корабельными носами колонна, которую в 171 году до н. э. расколола молния.

## Потомки
Сыном Марка Эмилия был Луций Эмилий Павел, консул 219 и 216 годов до н. э., погибший при Каннах.